# Nadieżda Łamanowa
Nadieżda Pietrowna Łamanowa (ros.) Наде́жда Петро́вна Ла́манова (ur. 15 grudnia?/27 grudnia 1861 w Szutiłowie, zm. 17 października 1941 w Moskwie) – rosyjska i radziecka projektantka mody i kostiumograf.

## Życiorys
Ojciec pochodził ze zubożałej szlachty. Wybrał karierę wojskową i w chwili narodzin córki był pułkownikiem. O matce wiadomo tylko, że była córka generała majora. Nadieżda miała cztery młodsze siostry: Annę (ur. 25 sierpnia 1863), Jekatierinę (ur. 10 kwietnia 1866), Marię (ur. 9 sierpnia 1877) i Sofię (ur. 2 marca 1880). Ukończyła obowiązkowe siedem lat nauki w żeńskim gimnazjum w Niżnym Nowogrodzie, a następnie dodatkową ósma klasę, po ukończeniu której uzyskała uprawnienia nauczycielki geografii. W wieku 20 lat wyjechała do Moskwy, gdzie rozpoczęła naukę w szkole kroju i szycia Suworowej. Po 2 latach nauki w 1879 rozpoczęła pracę w pracowni Wojtkiewiczowej i szybko została główną krojczą. Otworzyła sklep z modą i towarami galanteryjnymi (jako Nadieżda Andruckaja-Łamanowa). i została „Dostawcą Dworu Jego Carskiego Wieliczestwa”. Od 1900 w spisach adresowych występuje pod nazwiskiem Kajutowa. Stała się jednym z najbardziej znanych projektantów mody w Moskwie. 18 kwietnia 1898 otrzymała tytuł „Dostawcy Dworu jej Carskiej Wysokości Jelizawiety Fiodorowny”, a 2 października 1904 „Dostawcy Dworu jej Carskiego Wieliczestwa Aleksandry Fiodorowny”.
Pod koniec lat 90. XIX wieku wyszła za mąż za prawnika i aktora Andrieja Kajutowa. Przez niego poznała jego przyjaciół aktorów. Rozwijała swoje umiejętności w Paryżu u znanych projektantów m.in. Paula Poireta. W 1901 Konstantin Stanisławski zaprosił ją do współpracy w Moskiewskim Akademickim Teatrze Artystycznym.
W 1908 atelier przeniosło się do własnego budynku wybudowanego na Bulwarze Twerskim przez architekta Nikitę Łazarjewa.
W 1919 została aresztowana, ale dzięki wstawiennictwu Maksima Gorkiego została zwolniona po 2,5 miesiącach. Od 1921 pracowała w teatrze Jewgienija Wachtangowa. Po rewolucji październikowej zmuszona była projektować wielkoseryjne modele odzieży. W 1922 została członkiem Akademii Sztuki. W 1925 jej projekty pokazano w Paryżu na Międzynarodowej Wystawie Sztuki Dekoracyjnej i Wzornictwa, gdzie spotykały się z entuzjastycznym przyjęciem. W 1926 stworzyła eksportową kolekcję opartą na zachodnich wzorach, brała udział w wystawach w Lipsku i Nowym Jorku (1929). Od 1930 była dyrektorem pracowni w Mechkombinacie.
Tworzyła kostiumy do filmów Siergieja Eisensteina, Jakowa Protazanowa, w tym do filmu Aelita.
Zmarła 14 października 1941 na atak serca po tym, jak dowiedziała się, że teatr, w którym pracowała, został ewakuowany bez niej. Pochowana na Cmentarzu Wagańkowskim w Moskwie.